# Georgi Stepanovitsj Chroestaljov-Nosar
Georgi Stepanovitsj Nosar (Russisch: Георгий Степанович Носарь, ook bekend als Georgi Chroestaljov-Nosar, Pjotr Aleksejevitsj Chroestaljov, pseudoniem: Joeri Perejaslavski) (Perejaslavl, gouvernement Poltava, 1877 – aldaar, 1919) was een politiek figuur en assistent-advocaat uit het Russische Rijk. 
Als lid van de Russische Sociaaldemocratische Arbeiderspartij sloot hij zich na de splitsing hiervan aan bij de mensjewieken.
Van oktober tot november 1905 was hij de eerste voorzitter van de Sovjet van St. Petersburg. Na zijn arrestatie in 1905 werd de communistische revolutionair Leon Trotski zijn opvolger.
- Nationale Bibliotheek van Israël: 987007303224905171
- Virtual International Authority File: 297852877